# Китинг, Шон
Шон Китинг, собственно Джон Китинг (гэльск. Seán Céitinn, род. 28 сентября 1889 г. Лимерик — ум. 21 декабря 1977 г. Дублин) — ирландский художник, писавший в стилях романтизма и реализма.
Ш.Китинг, участник и свидетель событий образования Ирландского независимого государства, Войны за независимость Ирландии и её индустриального развития, писал полотна, восхвалявшие ирландских бойцов, строительство экономически сильной страны. Был автором портретов простых людей из народа.
Учился рисованию сперва в Технической школе Лимерика. Находился под сильным влиянием живописи Уильяма Орпена. После нескольких лет обучения в дублинской Школе искусств Метрополитен Ш.Китинг живёт и работает на островах Аран, и в Лондоне, в художественном ателье У.Орпена. В 1916 году он возвращается в Ирландию, участвует в борьбе за независимость и в гражданской войне в стране, пишет картины по мотивам этих событий (Парни с Юга (Men of the South), 1921; Аллегория (An Allegory), 1922).
С 1923 года Шон Китинг — член ирландской Королевской Гибернийской академии. В этот период художник посвящает свои работы промышленному развитию Свободного Ирландского государства — например, строительству при помощи немецкой фирмы Siemens AG гидроэлектростанции в Арднакруше, близ Лимерика. Рабочие будни строителей Китинг подаёт как исторические, почти легендарные события.
В 1939 году Ш.Китингу было поручено художественное оформление ирландского павильона на Всемирной выставке в Нью-Йорке. С 1949 по 1962 год он — президент Королевской Гибернийской академии в Дублине.